# (9762) Hermannhesse
(9762) Hermannhesse est un astéroïde de la ceinture principale.

## Description
(9762) Hermannhesse est un astéroïde de la ceinture principale. Il fut découvert le 13 septembre 1991 à Tautenburg par Freimut Börngen et Lutz Dieter Schmadel. Il présente une orbite caractérisée par un demi-grand axe de 2,25 UA, une excentricité de 0,06 et une inclinaison de 3,7° par rapport à l'écliptique.

## Compléments